# Fnac
法雅客（Fnac）是法国的一家零售企業，開業於1954年。

## 經營歷史
法雅客於1954年由法國人 André Essel 与 Max Théret 創辦，首家店舖是位於巴黎一幢大廈的閣樓。成立時主要是向顧客提供打折後的商品，但要求顧客先入會籍方可享有。1966年 Fnac 開始向非會員提供打折商品，並於巴黎開設第二家店鋪，其時員工數已有580人。至1977年，Fnac 已在巴黎共開有12家分店。1980年於巴黎證券交易所上市，公開招售25%的股權。
1981年，Fnac 在比利时布鲁塞尔開設首家位於法國以外的分店，隨後於1991年、1993年和1996年分別在德国柏林、西班牙马德里和西班牙巴塞罗那開設分店，1999年於巴西聖保羅亦增設分店，是第一家設在欧洲以外的分店。
1999年7月13日，Fnac 在台灣台北市南京東路開設第一家亚洲分店「FNAC 環亞店」，2001年在台北市館前路開設第二家亚洲分店「FNAC 站前店」，中文名为「法雅客」，2003年由新光三越百貨購入60%股份合資經營，2006年因业务虧損，法國母公司持股全數賣給新光三越後撤出台灣市场。2009年台灣法雅客停用 Fnac 品牌識別顏色，但仍有議定協議書保留未來合作空間。
2013年臺灣法雅客委請JRV公司更新CIS識別，同年信義店改裝，並在重新開幕時以全新企業識別對外發布。
2017年7月改裝主要負責人改由子公司立展（iStore)總經理接手營運。
。
自1994年起，法国開雲集團成為 Fnac 的最大股東。2013年開雲集團将 Fnac 分拆而出，Fnac 成為股權獨立的公司。

## 售賣貨品
- 書籍
- 唱片
- 電腦軟件
- 數碼影碟
- 電視機
- 遊戲機

## 據點

### 法國海外
- 巴西：12家門店
- 葡萄牙：22家門店
- 比利時：9家門店
- 西班牙：26家門店
- 瑞士：5家門店
- 摩洛哥：1家門店

- 台灣：15家門店[4]

法雅客服務據點
| 縣市   | 地點   | 名稱                   |
| 臺北市 | 信義區 | 法雅客台北信義A9店     |
| 臺北市 | 中山區 | 法雅客台北南西店       |
| 臺北市 | 士林區 | 法雅客台北天母店       |
| 臺北市 | 信義區 | 法雅客台北信義A8親子館 |
| 臺北市 | 中正區 | 法雅客台北站前概念店   |
| 桃園市 | 桃園區 | 法雅客桃園站前店       |
| 台中市 | 北區   | 法雅客台中中友店       |
| 台中市 | 西屯區 | 法雅客台中中港店       |
| 嘉義市 | 西區   | 法雅客嘉義垂楊店       |
| 台南市 | 中西區 | 法雅客台南西門店       |
| 台南市 | 中西區 | 法雅客台南小西門       |
| 台南市 | 中西區 | 法雅客台南中山店       |
| 台南市 | 中西區 | 法雅客DJI授權專賣店    |
| 高雄市 | 左營區 | 法雅客高雄左營店       |
| 高雄市 | 前鎮區 | 法雅客高雄skmpark店    |

小米服務據點
| 縣市   | 地點   | 名稱                     |
| 臺北市 | 中山區 | 小米之家台北南西專賣店   |
| 臺北市 | 信義區 | 小米之家台北信義A9店中店 |
| 臺北市 | 士林區 | 小米之家台北天母店中店   |
| 臺北市 | 中正區 | 小米之家台北站前店中店   |
| 桃園市 | 中壢區 | 小米之家桃園青埔專賣店   |
| 台中市 | 西屯區 | 小米之家台中中港專賣店   |
| 台中市 | 北區   | 小米之家台中中友店中店   |
| 台南市 | 中西區 | 小米之家台南西門專賣店   |
| 高雄市 | 左營區 | 小米之家高雄左營專賣店   |
| 高雄市 | 前鎮區 | 小米之家高雄skmpark店中  |
| 嘉義市 | 西區   | 小米之家嘉義垂楊店中店   |

三星服務據點
| 縣市   | 地點   | 名稱                     |
| 臺北市 | 信義區 | 三星智慧館新光三越A8     |
| 臺北市 | 中山區 | 三星智慧館台北南西店中店 |
| 臺北市 | 士林區 | 三星行動館台北天母店中店 |
| 台中市 | 西屯區 | 三星智慧館台中中港店中店 |
| 台中市 | 北區   | 三星體驗館台中中友店     |
| 台南市 | 中西區 | 三星智慧館新光三越小西門 |

DJI服務據點
| 縣市   | 地點   | 名稱                        |
| 台北市 | 信義區 | DJI信義A11授權體驗店        |
| 台北市 | 中山區 | DJI台北南西店中店           |
| 台北市 | 信義區 | DJI台北信義A9店中店         |
| 台北市 | 士林區 | DJI台北天母店中店           |
| 新北市 | 新莊區 | DJI新莊宏匯授權專賣店       |
| 台南市 | 中西區 | DJI小西門授權體驗店         |
| 台中市 | 北區   | DJI台中中友店中店           |
| 台中市 | 西屯區 | DJI台中中港店中店(暫停營業) |
| 高雄市 | 左營區 | DJI高雄左營店中店           |
| 高雄市 | 前鎮區 | DJI高雄SKM Park店中店       |

## 外部連結
- Fnac 官網（页面存档备份，存于）
  - Fnac 的Facebook專頁
  - Fnac 的X（前Twitter）
  - Fnac 的Instagram帳戶
  - YouTube上的 Fnac 頻道
- 法雅客台灣官網 （页面存档备份，存于）
  - 法雅客股份有限公司台灣公司資料
  - 法雅客網路商店 （页面存档备份，存于）
  - 法雅客的Facebook專頁
  - 法雅客的Instagram帳戶